# برنامه فضایی شنژو
برنامه فضایی شنژو (شنژو به معنی کشتی الهی) (به چینی: 神舟) برنامه ای از جانب چین است. این برنامه اولین شهروند چینی، یانگ لیوه را در ۱۵ اکتبر ۲۰۰۳ در مدار زمین قرار داد.
توسعه این طرح در سال ۱۹۹۲ تحت نام پروژه ۱–۹۲۱ شروع شد. برنامه فضایی سرنشین دار چین با نام پروژه ۹۲۱ نام گذاری شد که پروژه ۱–۹۲۱، اولین هدف مهم آن بود. این طرح خواستار پرتاب سرنشین دار در اکتبر ۱۹۹۹ قبل از هزاره جدید بود.
چهار برنامهٔ بدون سرنشین اول در سالهای ۱۹۹۹، ۲۰۰۱ و ۲۰۰۲ انجام شدند و با ۲ مأموریت سرنشین دار ادامه پیدا کردند که برنامه دوم در ۱۲ اکتبر ۲۰۰۵ بود. ماموریتهای شنژو توسط راکت لانگ مارچ ۲اف از پایگاه پرتاب ماهواره ژیوکوان انجام شدند. مرکز فرماندهی مأموریت، مرکز فرماندهی و کنترل هوا-فضا پکن است. اداره مهندسی فضایی سرنشین دار چین، پشتیبانی‌های مهندسی و مدیریتی را برای ماموریت‌های سرنشین دار شنژو فراهم می‌آورد.

## ماموریت‌های انجام شده
| نشان | مأموریت | پرتاب           | مدت            | فرود            | خدمه                                   | یادداشت‌ها |
| ---- | ------- | --------------- | -------------- | --------------- | -------------------------------------- | --- |
|      | شنژو ۱  | ۱۹ نوامبر 1999  | 21 h 11 m      | ۲۰ نوامبر 1999  | —                                      | پرواز آزمایشی بدون سرنشین |
|      | شنژو ۲  | ۹ ژانویه 2001   | 7 d 10 h 22 m  | ۱۶ ژانویه 2001  | —                                      | حامل محموله علمی شامل میمون، سگ، خرگوش و سایر حیوانات.                                                                            |
|      | شنژو ۳  | ۲۵ مارس 2002    | 6 d 18 h 51 m  | ۱ آوریل 2002    | —                                      | حامل آدمکی آزمایشی. |
|      | شنژو ۴  | ۲۹ دسامبر 2002  | 6 d 18 h 36 m  | ۵ ژانویه 2003   | —                                      | حامل آدمکی آزمایشی و تعدادی آزمایشهای علمی                                                                                        |
|      | شنژو ۵  | ۱۵ اکتبر 2003   | 21 h 22 m 45 s | ۱۵ اکتبر ۲۰۰۳   | یانگ لیوه                              | اولین پرواز سرنشین دار چین، ۱۴ گردش به دور زمین.                                                                                  |
|      | شنژو ۶  | ۱۲ اکتبر 2005   | 4 d 19 h 33 m  | ۱۶ اکتبر 2005   | فی جانلونگ نیه هایشنگ                  | روزهای متعدد در فضا، ۷۵ گردش به دور زمین.                                                                                         |
|      | شنژو ۷  | ۲۵ سپتامبر 2008 | 2 d 20 h 27 m  | ۲۸ سپتامبر 2008 | ژای ژیگانگ لیو بومینگ جینگ هایپنگ      | اولین خدمه سه نفره و اولین راهپیمایی فضایی چین                                                                                    |
|      | شنژو ۸  | ۳۱ اکتبر 2011   | 16 d 13 h 34 m | ۱۷ اکتبر 2011   | —                                      | مأموریت بدون سرنشین، گردهم آیی و پهلوگرفتن با تیاگونگ ۱                                                                           |
|      | شنژو ۹  | ۱۶ ژوئن 2012    | 12 d 15 h 24 m | ۲۹ ژوئن 2012    | جینگ هایپنگ لیو وانگ لیو یانگ          | اولین زن چینی در فضا، اولین پرواز تکراری، اولین پهلوگیری سرنشین دار با ایستگاه فضایی تیانگونگ ۱، ۱۸ ژوئن ۲۰۱۲، در ساعت 06:07 UTC. |
|      | شنژو ۱۰ | ۱۱ ژوئن 2013    | 14 d 14 h 29 m | ۲۶ ژوئن 2013    | نیه هایشنگ Zhang Xiaoguang وانگ یاپینگ | دومین زن چینی در فضا، دومین پهلوگیری با ایستگاه فضایی تیاگونگ ۱                                                                   |
|      | شنژو ۱۱ | ۱۷ اکتبر 2016   | 33 d           | ۱۸ نوامبر 2016  | جینگ هایپنگ Chen Dong                  | اولین پهلوگیری با ایستگاه فضایی تیانگونگ ۲                                                                                        |

### ماموریتهای آینده
| مأموریت | تاریخ | پرتاب | محل پرتاب | یادداشت‌ها |
| ------- | ----- | ----- | --------- | --- |
| شنژو 12 | 2020  | CZ-2F | JQSLC     | در اصل هدف پهلوگیری با تیانگونگ ۳ بود، اما طبق مصاحبه ای در ۱۳ آگوست با رئیس طراحی شنژو ژانگ بونان، در طی این مأموریت با ماژول مرکزی ایستگاه فضایی عظیم ماژولار چینی پهلو می‌گیرد. |
| شنزو 13 | 2021  | CZ-2F | JQSLC     | مأموریت سرنشین دار به ماژول مرکزی ایستگاه فضایی |
| شنژو 14 | 2022  | CZ-2F | JQSLC     | مأموریت سرنشین دار به ماژول مرکزی ایستگاه فضایی |
| شنژو 15 | 2023  | CZ-2F | JQSLC     | مأموریت سرنشین دار به ایستگاه فضایی |